# Cyclones Gulab et Shaheen
Les cyclones Gulab et Shaheen sont deux cyclones successifs ayant évolué à partir de la même tempête tropicale. Le phénomène météorologique a suivi un parcours est-ouest depuis le golfe du Bengale où il est né jusqu'à la péninsule arabique où il s'est dissipé. Il est remarquable du fait de son évolution en deux systèmes, qu'il est le second cyclone à toucher les terres d'Oman depuis 1890 et par la quantité de précipitations qu'il a apporté dans les régions traversées, notamment à Oman qui enregistre l'équivalent de deux ans de précipitations en quelques heures.

## Évolution météorologique
Le 24 septembre 2021, une tempête tropicale se forme dans le golfe du Bengale au sud de Chittagong, au Bangladesh ; en raison de la présence de vents cycloniques, elle est baptisée  et reçoit le nom de Gulab. Le cyclone atteint les côtes de l'Andhra Pradesh le 26 septembre et traverse le centre de l'Inde où il apporte des pluies.
Une fois rejoint la mer d'Arabie au sud du Pakistan le 29 septembre, il longe les côtes du Baloutchistan tout en se creusant à nouveau, atteignant le 2 octobre la catégorie 1 sur l'échelle de Saffir-Simpson et recevant le nom de Shaheen. Il touche terre à Oman le même jour et se dissipe le 4 octobre en arrivant aux Émirats arabes unis.